# Canthidium chrysis
Canthidium chrysis là một loài bọ cánh cứng trong họ Bọ hung (Scarabaeidae).